# Joana Juárez i Roura
Joana Júarez Roura (Barcelona, 5 d’agost de 1980) és un gimnasta catalana, especialitzada en gimnàstica artística.
Entrenada per Montse Ubia, va ser campiona d'Espanya el 1994 en categoria júnior. Amb la selecció espanyola, va participar a dos Campionats del Món (1995 i 1996) i a les finals del concurs general individual i per equips dels Jocs Olímpics d'Atlanta 1996, on va acabar setena en la prova per equips. Aquell mateix any va proclamar-se campiona d'Espanya del concurs general i en terra, i als Campionats d'Europa va aconseguir la medalla bronze en terra, essent la primera gimnasta catalana en aconseguir una medalla en una competició europea.

## Palmarès
Campionats d'Europa
- 1 medalla de bronze en la prova de salt: 1996

Campionats d'Espanya
- 1 Campionat d'Espanya en el concurs general individual: 1996
- 1 Campionat d'Espanya en la prova de terra: 1996